# Reao (atolón)
Reao es un atolón de las Tuamotu, en la Polinesia Francesa. Está situado al este del archipiélago, a unos 1.350 km de Tahití.

## Geografía
Tiene una forma alargada de 16 km y una superficie de 9 km². La laguna interior está cerrada sin ningún paso transitable al océano. La villa principal es Rapuarava, con una población total de 313 habitantes en el censo de 1996. Los isleños viven principalmente de la producción de copra, aunque también se encuentra una granja de perros para el consumo.

## Historia
El atolón fue poblado en el siglo II. Hay diversos restos arqueológicos de la antigua población polinesia. Fue descubierto por el francés Louis Isidore Duperrey en 1822, en el viaje de circunnavegación al mundo a bordo del barco La Coquille, que lo llamó Clermont-Tonnerre, en honor del ministro de Marina. En 1865 la población fue evangelizada por los misioneros católicos de Mangareva, que crearon una leprosería.

## Comuna de Reao
Rapuarava, en Reao, es la capital de la comuna que incluye también el atolón de Pukaruha.

### Pukaruha
Pukaruha es un atolón de 7 km² con una laguna cerrada. La villa principal es Marautagaroa, y la población total es de alrededor de 200 habitantes. La actividad principal es la producción de copra.
Fue descubierto en 1797 por el inglés James Wilson que venía de Mangareva. Otro nombres históricos son: Natupe y Serle.